# ČSD-Baureihe T 426.0
Die ČSD-Baureihe T 426.0 (ab 1988: Baureihe 715) sind dieselhydraulische Zahnradlokomotiven der einstigen Tschechoslowakischen Staatsbahn ČSD. Sie wurden speziell für die Strecken Tanvald–Kořenov und Podbrezová–Tisovec beschafft. Wegen ihrer österreichischen Herkunft erhielten die Lokomotiven den Beinamen Rakušanka („Österreicherin“).

## Geschichte

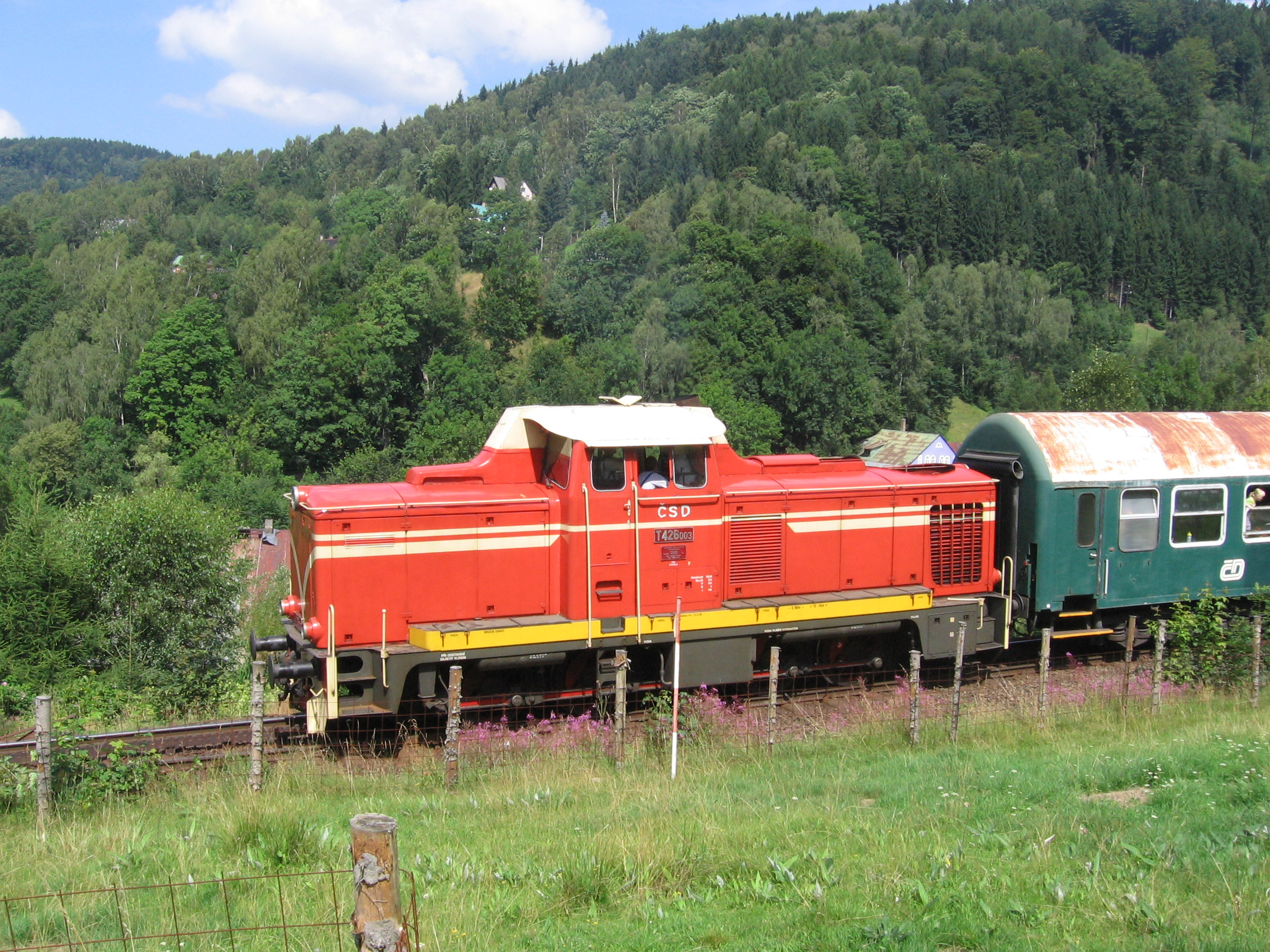
T 426.003 im Zahnstangenabschnitt

Die ursprünglichen Dampflokomotiven der Strecken stammten von der Lokomotivfabrik Floridsdorf in Wien. Sie hatte sich einen guten Ruf als Hersteller von Zahnradlokomotiven erworben. Als ein Ersatz unumgänglich wurde, war der Rechtsnachfolger Simmering-Graz-Pauker (SGP) einer der letzten beiden verbliebenen Hersteller in Europa, der entsprechende Lokomotiven anbieten konnte.
SGP hatte Ende der 1950er Jahre eine vierachsige Diesellokomotive mit Stangenantrieb entwickelt, von der die ČSD vier Lokomotiven bestellten. Sie wurden 1961 ausgeliefert.
Drei bauartgleiche Lokomotiven wurden zudem auch von der Eisenhütte im ungarischen Ózd für ihre Montanbahnen beschafft. Ein weiteres Exemplar mit höherer Motorleistung wurde 1961 von SGP als Vorführlokomotive gebaut und später von den ÖBB als 2085.01 übernommen.
Die Lokomotive T 426.001 absolvierte im Juni 1961 Probefahrten auf der Nordbahn bis Gänserndorf und anschließend im Zahnradbetrieb auf der Erzbergbahn. Diese verliefen so gut, dass die ČSD auf eine Abnahme der Serienlokomotiven auf der Erzbergbahn verzichteten. Die T 426.002 wurde im September 1961 auf der Maschinenbaumesse in Brünn präsentiert. Die Maschinen bewährten sich und lösten die Dampflokomotiven ab.
Mit der Inbetriebnahme der speziell für den Steilstreckenbetrieb ausgerüsteten Lokomotiven der Reihe 743 (vormals T 466.3) konnte der planmäßige Zahnradbetrieb auf den beiden Strecken Ende der 1980er Jahre aufgegeben werden und die Lokomotiven wurden abgestellt.
Die Lokomotiven T 426.001 und 003 blieben erhalten und stehen betriebsfähig in Tanvald für Sonderfahrten zur Verfügung.

## Technik

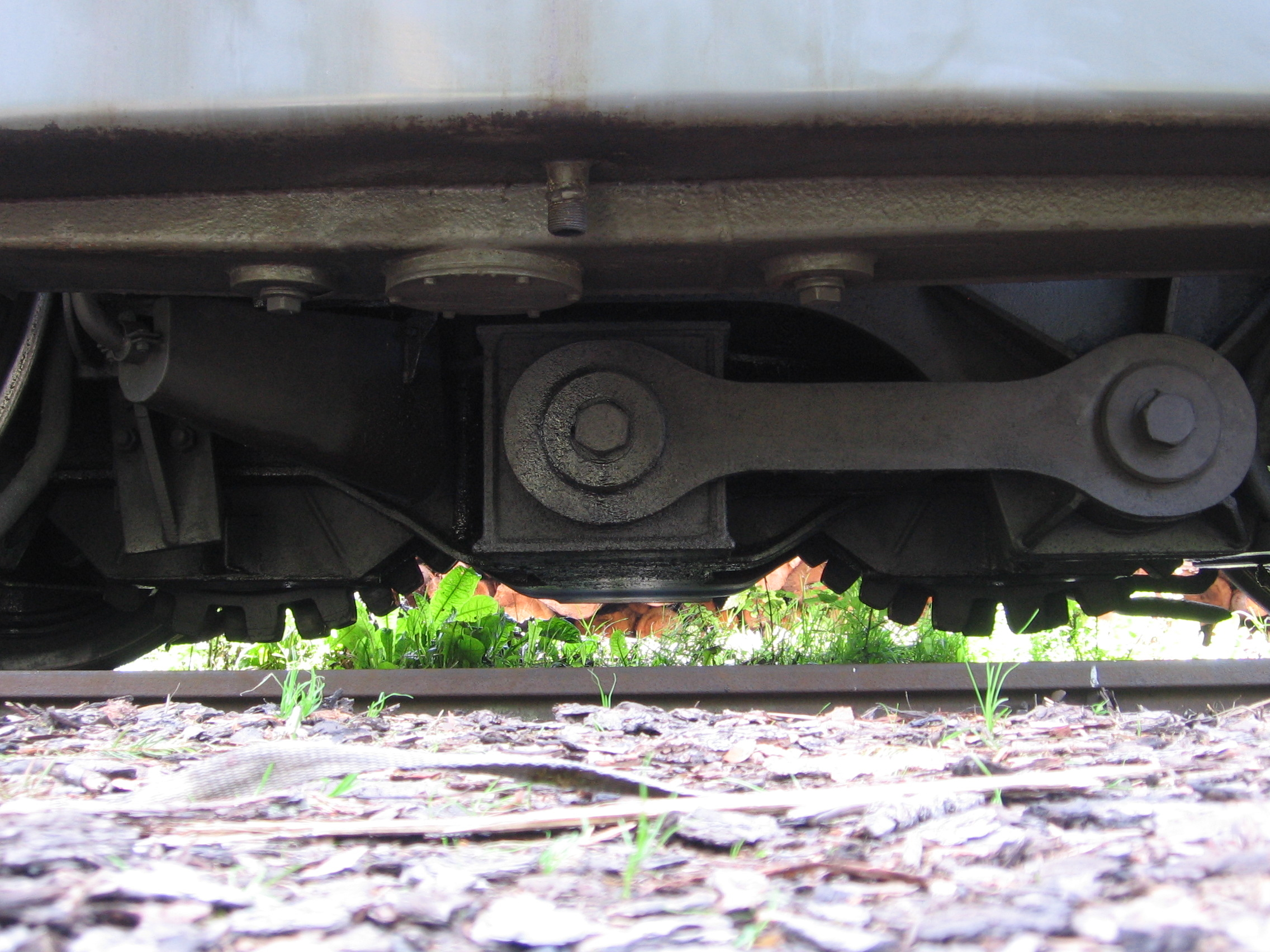
Zahnradwagen mit Antriebszahnrädern und Lenker

Die Maschine besitzt einen geschweißten Blechrahmen mit 30 mm Wandstärke, auf diesem ist der Aufbau mit außermittig positionierten Führerhaus moniert.
Der Zwölfzylinder-V-Dieselmotor vom Typ SGP T12b überträgt seine Kraft auf zwei Turbogetriebe von Voith St. Pölten, je eines für Adhäsions- und Zahnradbetrieb. Das Adhäsionsgetriebe vom Typ L 28 mit zwei Drehmomentwandlern gleicht weitgehend jenem der ÖBB-Baureihen 2020, 2041 und 2067 und treibt über ein Wendegetriebe die Blindwelle an. Die beiden im Zahnradwagen sitzenden Antriebszahnräder erhalten ihre Kraft über ein Zweiwandler-Turbogetriebe vom Typ ZL 26/III4-0/HW/St, von dessen beiden Wandlern ist jeweils einer für Vorwärts- und Rückwärtsfahrt vorgesehen. Über ein Zahnradgetriebe vom Typ SGP ZB 275 werden die beiden Zahnräder angetrieben.
Der Antrieb der vier im Rahmen gelagerten Radsätze, wovon der erste und dritte seitenverschiebbar sind, erfolgt über Kuppelstangen von einer Blindwelle aus. Die beiden Antriebszahnräder mit einem Teilskreisdurchmesser von 840 mm sind in einem gefedert aufgehängten Hilfsrahmen, dem sogenannten Zahnradwagen gelagert. Die Schubkraft wird von diesem über zwei Lenker auf den Hauptrahmen übertragen.
Eine Besonderheit stellt die erstmals angewendete hydraulische Bremsung durch das Turbogetriebe dar. Bei Talfahrt wird der entgegen der Fahrtrichtung gelegene Drehmomentwandler des Zahnradtriebwerks genutzt und ist dadurch in der Lage, eine Vollbremsung der Lokomotive und des Wagenzuges bis zum völligen Stillstand zu ermöglichen. Des Weiteren ist eine selbsttätige Druckluftbremse mit Zusatzbremsen für Lok- und Wagenzug vorhanden, diese wirkt über Bremsklötze auf die Kuppelradsätze sowie auf je eine 540 mm durchmessende Bremstrommel pro Zahnrad.